# Georg Büsing
Georg Sophus Johannes Büsing (* 26. Oktober 1905 in Strom bei Bremen; † 23. September 1958 in Düsseldorf) war ein deutscher Schriftsteller.

## Leben
Büsing besuchte die Realschule und die Höhere Handelsschule. Zunächst arbeitete er als Spediteur. Ab 1929 war er als freier Schriftsteller tätig, der neben Prosa auch Novellen und Gedichte schrieb, die zum Teil in deutsche Schulbücher aufgenommen wurden. Er schrieb auch das Buch zur Revue Wenn die Großstadt schläft. Ein Nachtgeschehen in 5 Bildern, die am 1. Mai 1948 in der Kongresshalle in „Planten un Blomen“ in Hamburg unter der Regie von Erik Ode uraufgeführt wurde. Nach 1945 war Büsing künstlerischer Leiter des literarischen Kabaretts „Bonbonnière“ in Hamburg. Er war verheiratet und hatte ein Kind.

## Werke (Auswahl)
- Sprung ins Leben. In: Neues Volk. Blätter des Rassenpolitischen Amtes der NSDAP, 1936, S. 43.
- Das dunkle Gesicht. Gedichte. Arndt-Verlag, Bremen 1939.
- Vom tapferen Leben. Quickborn-Verlag, Hamburg 1941.
- Der verlassene Hof. In: NS-Frauen-Warte, die einzige parteiamtliche Frauenzeitschrift 9 (1941), Heft 18, 2. Märzheft.
- Späte Begegnung. Novelle. Bertelsmann-Verlag, Gütersloh 1942.
- Sturmnacht über Norderriff. Erzählung. 1942.
- Der Kampf auf den Wogen. Gewandelte Feindschaft. Erzählung. In: Deutsche Ukraine-Zeitung Nr. 190 vom 1. September 1942, S. 7.
- Vom tapferen Leben. Quickborn-Verlag, Hamburg 1944.